# 11588 Gottfriedkeller
11588 Gottfriedkeller este un asteroid din centura principală de asteroizi.

## Descriere
11588 Gottfriedkeller este un asteroid din centura principală de asteroizi. A fost descoperit pe 28 octombrie 1994 la Tautenburg de Freimut Börngen. Asteroidul prezintă o orbită caracterizată de o semiaxă mare de 3,18 ua, o excentricitate de 0,16 și o înclinație de 6,0° în raport cu ecliptica.